# Phalanger sericeus
Кускус шовковистий (Phalanger sericeus) — вид ссавців родини кускусових з когорти сумчасті (Marsupialia). Широко розповсюджений у високогірних центральних районах острова Нова Гвінея (Індонезія та Папуа Нова Гвінея) на висотах від 1500 до 3900 м над рівнем моря. Живе у середньо- та високогірних вологих тропічних лісах. У вторинних лісах та садах не зустрічається. Самиці народжують одне маля.

## Загрози та збереження
Немає серйозних загроз даного виду в цілому. Знаходиться під загрозою полювання на їжу в деяких частинах ареалу. Посягання людських популяцій на гори підштовхує конкуруючі види (Phalanger carmelitae) займати діапазон P. sericeus. Проживає як мінімум у двох природоохоронних зонах.